# Don Lawrence

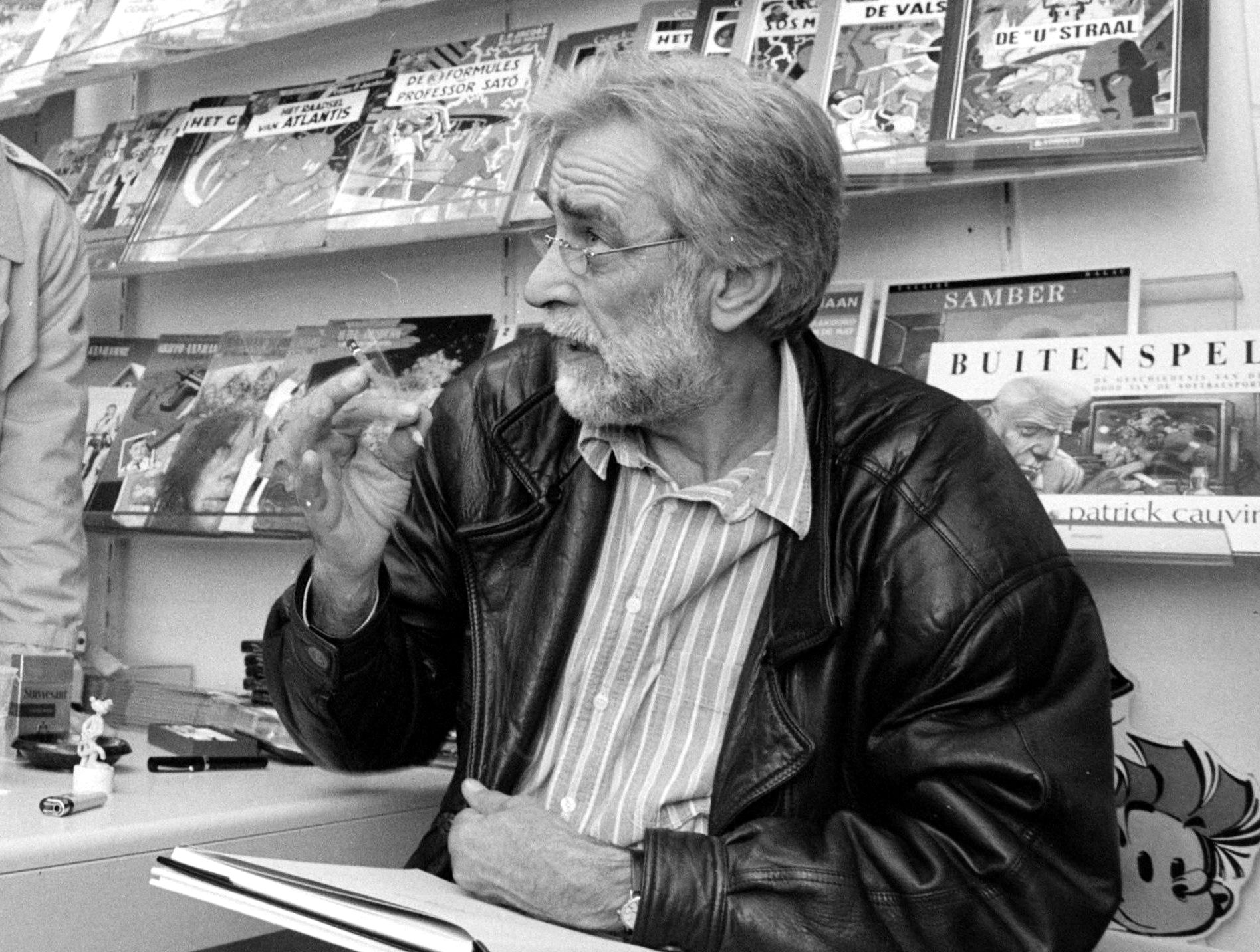
Don Lawrence (1990)

Donald „Don“ Southam Lawrence (* 17. November 1928 in London; † 29. Dezember 2003 in Eastbourne, East Sussex) war ein britischer Comiczeichner.

## Leben und Wirken
Lawrence besuchte nach der Schule und dem Militärdienst eine Kunstakademie, doch er stellte fest, dass die „wahren“ Künste nichts für ihn waren, denn er mochte viel lieber Comics zeichnen.
Seine Karriere als Comiczeichner begann in den 1950er Jahren mit dem Comic Marvelman, der englischen Version vom amerikanischen Captain Marvel. Es folgten u. a. Serien wie The Sword of Eyngar, Olac der Gladiator oder Fireball XL5. Er liebte Science Fiction, aber die meisten seiner Comics basierten auf vorangegangenen Fernsehserien.
Seinen Durchbruch schaffte Don Lawrence mit der Comicserie Trigan (entwickelt zusammen mit Mike Butterworth) in den Jahren 1956 bis 1976. Endlich konnte Don Lawrence einen Comic nach seinen eigenen Vorstellungen zeichnen, in der Tradition des Zeichners Frank Bellamy.
Der zweite Höhepunkt in Don Lawrences Karriere als Comiczeichner war die Serie Storm (mit 22 Alben von Lawrence) ab 1976. Darin geht es um einen Astronauten des 21. Jahrhunderts, der von einem kosmischen Wirbelsturm tausende Jahre in die Zukunft geschleudert wird und dann in der Parallelwelt Pandarve viele Abenteuer erlebt, wobei meist Fantasy- und Science-Fiction-Elemente vermischt werden und viele Anspielungen auf Figuren der klassischen Literatur (aus der griechischen Mythologie oder aus Alice im Wunderland u. a.) vorkommen. 
An Storm haben außerdem Phillip Saul Dunn, Dick Matena (unter dem Pseudonym John Kelly) und Kevin Gosnell mitgearbeitet. Martin Lodewijk schrieb schließlich das Szenario für die Alben 10 bis 26 von Storm, von denen Don Lawrence bis zu seinem Tod Band 10 bis 22 zeichnete (ab Storm-Band 23 stammen die Zeichnungen von Romano Molenaar und Jorg De Vos). Die Serie wurde nach ihrem Durchbruch in Europa zu einem der beliebtesten Science-Fiction-Comics in Deutschland und den Niederlanden (zusammen über zwei Millionen verkaufte Alben). 
Nicht zuletzt verdanken seine Comics ihre große Beliebtheit dem einzigartigen Zeichenstil von Lawrence. Seine außergewöhnlich detaillierten Zeichnungen wurden oft mit Fotografien verglichen. Er verwendete Wasserfarben (Trigan) und Gouache (Storm), weshalb er mitunter für eine einzige Seite mehrere Wochen brauchte.